# Michael Sweetney
Michael Damien Sweetney (n. Washington D. C., 25 de octubre de 1982) es un exjugador de baloncesto estadounidense que jugó como profesional durante catorce años, cuatro de ellos en la NBA.

## Trayectoria deportiva

### Universidad
Sweetney completó una más que brillante trayectoria colegial en los Hoyas de la Universidad de Georgetown, habiendo sido nominado para el premio Naismith que se concede al mejor universitario del año. Promedió 18,2 puntos, 9,2 rebotes y 1,9 tapones por partido, sobrepasando los 20 puntos y 10 rebotes en su última temporada.

### Profesional
Tales números hicieron que fuese elegido en la primera ronda del Draft de la NBA de 2003, en la novena posición, por los New York Knicks. Pero las cosas no fueron con se esperaba, y en su primer año apenas dispuso de 12 minutos por partido para demostrar sus cualidades. El segundo año fue algo mejor, saliendo de titular en casi la mitad de los partidos, pero sus cifras tampoco destacaron. Fue traspasado a Chicago Bulls en 2005, donde tras un primer año discreto, en ésta su última temporada allí apenas ha contado para su entrenador, debido a un problema de sobrepeso (122 kilos para los 203 centímetros que mide) que ponía en peligro su carrera.
En sus 4 años en la NBA promedió 6,5 puntos y 4,5 rebotes por partido.